# 143-as busz (Budapest)
A budapesti 143-as jelzésű autóbusz a III. kerületben a Békásmegyer HÉV-állomás és a Pince köz között közlekedett körjáratként.
Kora reggel és esténként a 143-as busz és a 186-os busz helyett 243-as jelzéssel egy másik járat közlekedett, amely betért a 186-os busz Donát utcai végállomásához is.

## Története
1977. szeptember 1-jén 143-as jelzéssel új járatot indítottak az Emőd utca (Rómaifürdő HÉV megállóhely) és a békásmegyeri Pince köz között. 1979. április 10-én útvonala a békásmegyeri HÉV-állomásig rövidült. 1982. július 13-án csatornázási munkálatok miatt a Donát utcába nem tért be, pótlására 186-os jelzéssel indítottak új járatot. A közműépítés befejeződését követően a 186-os járat végül megmaradt, a 143-as pedig körforgalomban járta be a lakótelep frissen elkészült, hegyek felöli oldalát. 2008. szeptember 6-ától késő esténként és hétvégében hajnalban a 243-as busz közlekedik helyette Donát utcai és Pince közi betérésekkel. 2012. január 16-ától első ajtós felszállási rend van érvényben. 2020. november 1-jén megszűnt. A forgalmát a meghosszabbított 160-as és az egész nap közlekedő 243-as vette át.

## Útvonala
| Pince köz felé |
| Békásmegyer H vá. – Ország út – Pusztadombi utca – Égető utca – Táncsics Mihály utca – Ezüsthegy utca – Hősök tere – Kőbánya utca – Pince köz vá. |
| Békásmegyer felé |
| Pince köz vá. – Kőbánya utca – Hősök tere – Hollós Korvin Lajos utca – Szentendrei út – Ország út – Békásmegyer H vá.                             |

## Megállóhelyei
Az átszállási kapcsolatok között a 243-as busz nincsen feltüntetve, mert a 143-as üzemidején kívül közlekedett.
| 0  | Békásmegyer H végállomás |                                 |
| 0  | Pusztadombi utca         |                                 |
| 1  | Égető utca               |                                 |
| 2  | Táncsics Mihály utca     |                                 |
| 3  | Gulácsy Lajos utca       | 186                             |
| 3  | Templom utca             | 186                             |
| 4  | Hősök tere               | 186                             |
| 4  | Hősök tere               |                                 |
| 5  | Tamás utca               |                                 |
| 7  | Pince köz                |                                 |
| 8  | Tamás utca               |                                 |
| 8  | Hősök tere               | 186                             |
| 9  | Zemplén Győző utca       | 186                             |
| 9  | Nád utca                 | 160, 186                        |
| 10 | Pünkösdfürdő utca        | 34, 134, 160, 186               |
| 11 | Békásmegyer H végállomás | 34, 134, 160, 186, 204, 296 869 |